# Maximianus von Konstantinopel
Maximianus von Konstantinopel († 12. April 434) war der Nachfolger von Nestorius als Erzbischof von Konstantinopel.
Der alexandrinische Archidiakonos und Synkellos Epiphanius schrieb Maximian einen Brief mit einer beigefügten Liste von einflussreichen Persönlichkeiten in Konstantinopel, die der Patriarch Kyrill von Alexandrien bestochen hatte, um aus seiner Gefangenschaft infolge des doppelten Konzils von Ephesus noch im selben Jahr wieder in sein Amt zurückkehren zu können. Die Summen waren so hoch, dass es die Finanzkraft der reichen alexandrinischen Kirche überstieg und er ein Darlehen über 1500 Pfund Gold hatte aufnehmen müssen.